# اودوسودان
اودوسودان (به لاتین: Oddusuddan) یک منطقهٔ مسکونی در سری‌لانکا است که در ناحیه مولایتیوو واقع شده‌است.